# Harmadik buddhista zsinat
A harmadik buddhista tanácskozást (vagy zsinatot) i. e. 250 körül hívták össze az egykori Pátaliputra városában (a mai Patna közelében), állítólag Asóka király védnöksége mellett, azonban érdekes módon ezt nem említik a híres oszlopba vésett rendeletei.
A tanácskozás összehívásának hagyományosan vélt oka az volt, hogy megszabaduljanak a szanghában (buddhista egyházközösség) található korrupciótól és a hamis szerzetesek eretnek nézeteitől. Az ezer szerzetest számláló tanácskozás elnöke Móggaliputta Tissza szerzetes volt. A tanácskozás tényét és eredményeit elfogadják a théraváda és mahájána iskolák egyaránt, igaz a théraváda számára központi fontosságú is volt ez a tanácskozás. A hagyományok úgy tartják, hogy Asóka megölte apja összes fiát, kivéve édestestvéréét, Tissza Kumaráét, akiből később szerzetes lett és elérte az arhat tudatszintet.

## Történelmi háttér
A harmadik buddhista tanácskozás történelmi háttere a következő: Asókát a Buddha halála utáni 280. évben koronázták királlyá. Eleinte nemigen törődött a dharmával és a szanghával és apjához hasonlóan más szektákat is támogatott. Azonban ez megváltozott miután találkozott Nigrodha papnövendékkel, aki elmesélte neki az Appamada-vaggát. Ezután már más vallási csoportokat nem támogatott csak a dharma érdekelte. Hatalmas vagyonát arra használta, hogy pagodákat és vihárákat építsen és gazdag támaszt nyújtson a bhikkhuk részére. Gyermekei is beléptek a szanghába.
Később éppen a nagylelkűsége okozott súlyos problémát a szangha számára. Sok érdemtelen ember szivárgott be a rendekbe, akik eretnek tanokat hirdettek és csak az anyagi javakat lesték. Végül egy nagy csoport hitetlen, kapzsi embertől megtagadták a szanghába való felvételt, akik mégis szerzetesi ruhát öltöttek megfelelő rendfelvétel nélkül is. Ennek következtében a szangha tekintélye leromlott. Egyes tiszta életvitelű szerzetesek nem volt hajlandók részt venni az Upószatha szertartáson a korrupt szerzetesekkel együtt. A vége vérontás lett, ugyanis a nem engedelmeskedő szerzeteseket a helyszínen lemészárolták - a király fiát is majdnem. Amikor Asóka tudtára jutott a szörnyű erőszak nagyon megbánta bűnét és Móggaliputta Tissza szerzetes tanácsát kérte, aki a harmadik buddhista tanácskozás azonnali összehívására sarkallta a királyt illetve a korrupt szerzetesek azonnali eltávolítására.

## A tanácskozás
Asóka király uralkodásának hetedik évében ült össze a hatalmas létszámú tanács. Kilenc hónapon át recitálták a dharma tanításokat és közben az eretnek szerzeteseket rendre elbocsájtották. A páli és a kínai leírások szerint a tanácskozás idején Móggaliputta Tissza, a tanács elnöke összeállított egy könyvet Kathá-vatthu címmel. A könyv 23 fejezetet tartalmaz, amelyek összegyűjtik a vitatott pontokat. Elutasítja az eretnek szerzetesek által hirdetett filozófiai nézeteket. Ma a Kathá-vatthu az Abhidhamma-pitaka hét könyve közül az ötödik. Azonban ennek történelmiségét többen megkérdőjelezték.
Móggaliputta Tissza azt mondta Asókának, hogy a Buddha tanai az "Elemzések tana", ami a Vibhadzsjaváda. Ezt a kifejezést több értelemben is használják, ezért nem világos a jelentése ebben az összefüggésben. Hagyományosan mégis a Srí Lanka-i théravádinok és más korai buddhista iskolák vibhadzsjavádaként tekintenek magukra.

## Küldöttek

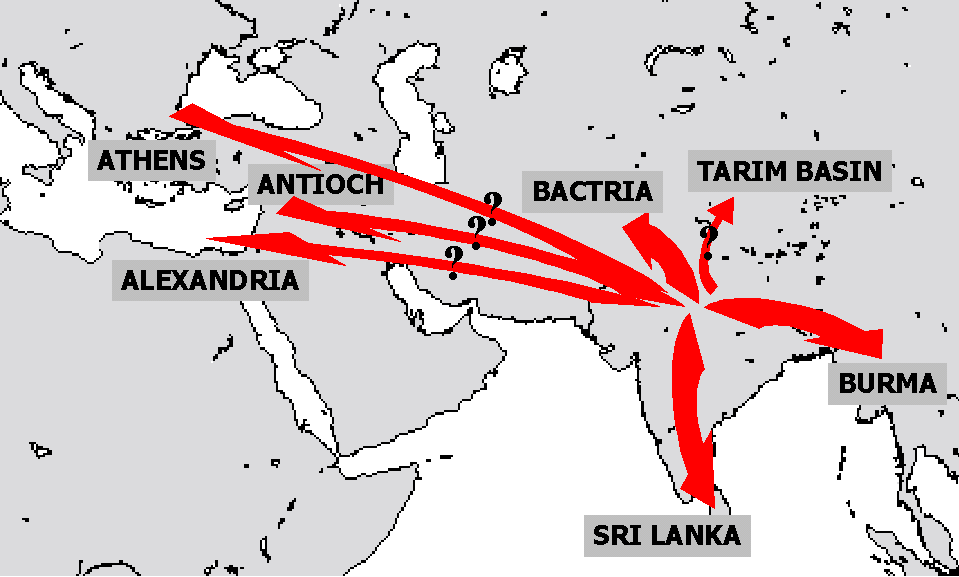
Buddhista terjeszkedés Asóka idején (i. e. 260–218).

A théraváda hagyomány egyik legjelentősebb vívmánya ezen a tanácskozások az volt, hogy a király ezután olyan szerzeteseket küldött szét kilenc idegen királyságba, akik kívülről fújták a dharmát és a vinaját.
| Ország neve                                                  | Küldött neve                   |
| ------------------------------------------------------------ | ------------------------------ |
| (1) Kaszmira-Gandhára                                        | Maddzshantika/Mahjantika Thera |
| (2) Mahisamandala (Maiszúr)                                  | Mahadeva Thera                 |
| (3) Vanavaszi                                                | Rakkhita Thera                 |
| (4) Aparantaka (észak-Gudzsarát, Kathiavar, Kutcs és Szindh) | Dharmarakszita                 |
| (5) Maharattha (Mahárástra)                                  | Mahadhammarakkhita Thera       |
| (6) Jona (Görögország)                                       | Maharakkhita Thera             |
| (7) Himavanta (terület a Himalája régióban)                  | Maddzshima Thera               |
| (8) Suvannabhumi (Mianmar / Thaiföld)                        | Szona Thera és Uttara Thera    |
| (9) Lankadipa (Srí Lanka)                                    | Mahamahinda Thera              |